# Machine de Cox-Zucker
Pour les articles homonymes, voir Cox et Zucker.
La machine de Cox-Zucker est un algorithme créé par David A. Cox et Steven Zucker (en). Cet algorithme détermine si un ensemble donné de sections fournit une base (jusqu'à la torsion) pour le groupe de Mordell-Weil d'une surface elliptique E → S, où S est isomorphe à la ligne projective.
L'algorithme a été publié pour la première fois dans l'article de 1979 "Intersection numbers of sections of elliptic surfaces" (Nombres d'intersection de sections de surfaces elliptiques ) par Cox et Zucker et a ensuite été nommé "Cox-Zucker machine" (Machine de Cox-Zucker) par Charles Schwartz en 1984. Le nom est un homophone pour une obscénité, qui était voulue par Cox et Zucker, qui ont eu l'idée de co-écrire un article en tant qu'étudiants diplômés à Princeton dans l’unique but de permettre cette blague, une blague qu'ils ont poursuivie lorsqu’ils étaient professeurs à Rutgers cinq ans plus tard. Comme Cox l'a expliqué dans un hommage commémoratif à Zucker dans Notices of the American Mathematical Society en 2021 :

« Quelques semaines après notre rencontre, nous avons réalisé que nous devions rédiger un article commun car la combinaison de nos noms de famille, dans l'ordre alphabétique habituel, est remarquablement obscène. »